# Azekura-zukuri

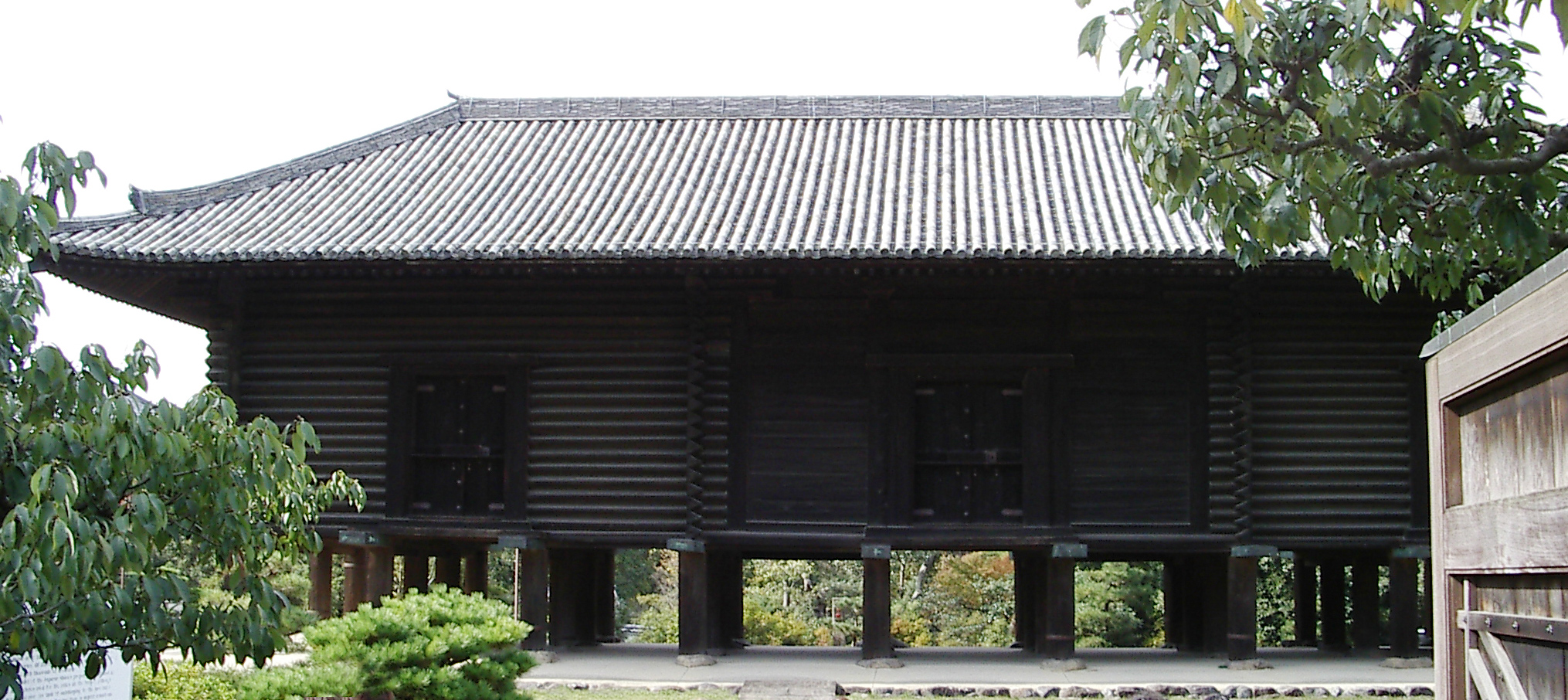
Le Shōsō-in, exemple de structure azekura-zukuri.

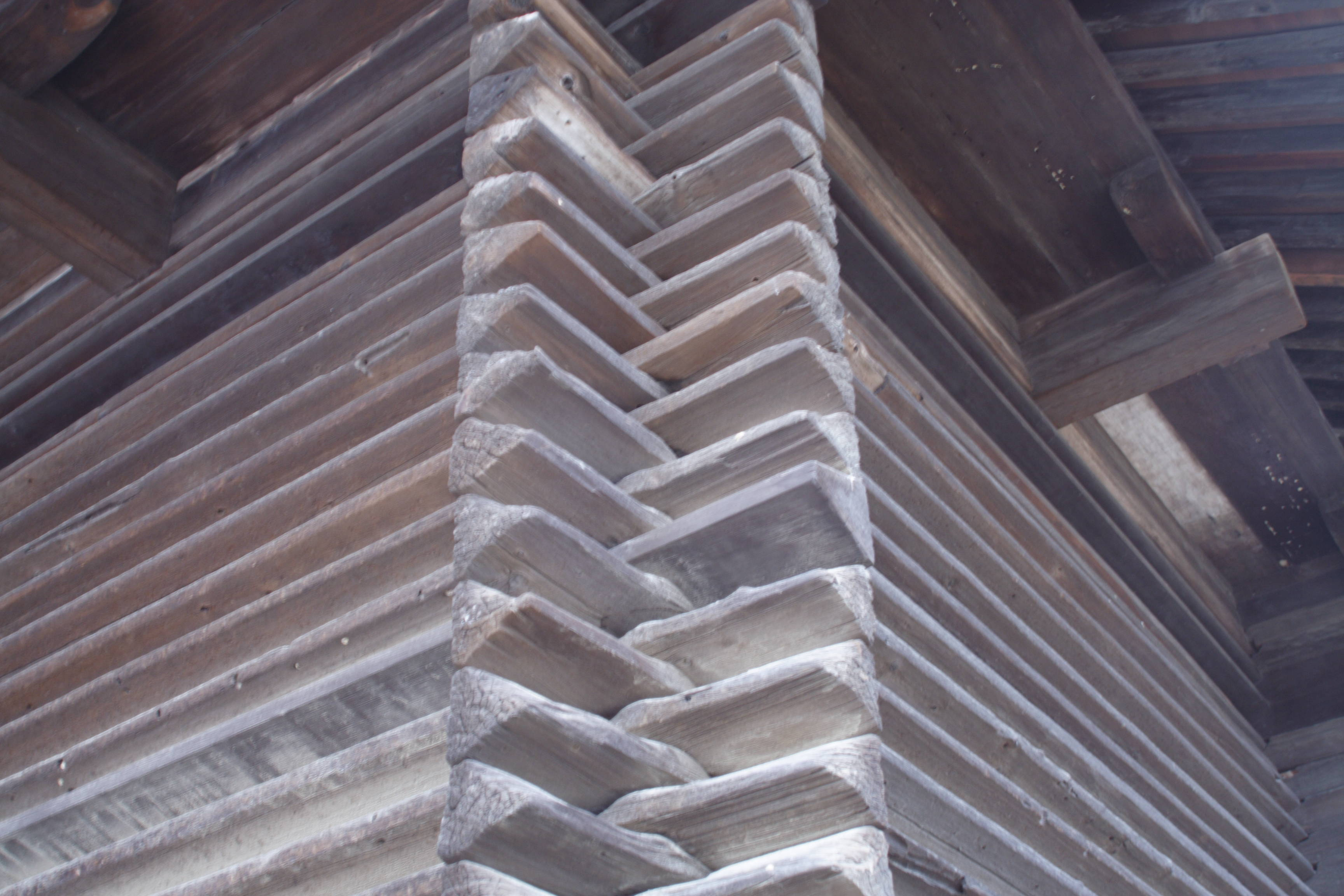
Détail de l'encastrement des poutres aux angles.

L’azekura-zukuri (校倉造) est un ancien type de construction japonaise en bois pour magasins ou greniers. On trouve également ce genre d’architecture en Chine.

## Construction
Il s’agit d’une méthode de construction simple. Les murs sont formés par empilement de poutres généralement triangulaires encastrées aux coins, sans piliers verticaux, avec un plancher surélevé sur pilotis. La toiture est rudimentaire, généralement  constituée d’un système à deux entraits (charpente dite nijuubari). Il existe également des greniers à poutres rondes (on les nomme alors marukikura) ou rectangulaires (itakura). Ces constructions offrent une excellente conservation grâce aux mouvements du bois qui permettent de ventiler la structure en se contractant par temps sec, et de protéger de l’humidité en se dilatant par temps humide. Toutefois, des études plus récentes avancent que le jeu du bois reste négligeable sur l'hygrométrie, et expliquent plutôt la bonne conservation par la surélévation de la structure pour la ventilation, l'épaisseur des poutres et les coffres en bois épais et bien agencés utilisés pour le stockage.
Le plus ancien et plus grand exemple subsistant d’architecture azekura-zukuri est le Shōsō-in du Tōdai-ji : montée sur de lourds pilotis, la structure possède trois pièces séparées par des cloisons légères. Le Shōsō-in a abrité pendant des siècles les trésors impériaux offerts au temple par Shōmu au VIIIe siècle, œuvres d’art inestimables du Japon et de toute la route de la soie.